# Cratere Alder
Alder è un cratere lunare di 82,12 km situato nella parte sud-orientale della faccia nascosta della Luna.
Il cratere è dedicato al chimico tedesco Kurt Alder

## Crateri correlati
Alcuni crateri minori situati in prossimità di Alder sono convenzionalmente identificati, sulle mappe lunari, attraverso una lettera associata al nome.
| Alder | Coordinate             | Diametro (in km) |
| ----- | ---------------------- | ---------------- |
| E     | 47°58′12″S 173°30′00″W | 18,63            |